# Ferantov vrt
Ferantov vrt (česky doslova Ferantova zahrada) je obytný komplex, nacházející se na rohu ulic Slovenska cesta a Rimska cesta jižně od centra slovinské Lublaně. Jedná se o brutalistickou stavbu, jejímž architektem byl Edvard Ravnikar.
Komplex budov vychází z prostředí antického fóra, které se ve městě Emona (dnešní Lublaň) nacházelo před stovkami let a navazuje na něj otevřeným prostředím uprostřed bloku. Vybudován byl v letech 1964 – 1975. Komplex byl navržen tak, že přízemní prostory slouží pro obchodní účely a vyšší patra poté jako byty. Celkem čtyři objekty byly rozmístěny okolo původního fóra, které slouží de facto jako dvůr. Nový blok však nebyl zbudován celý; z jižní strany (Rimska ulica) se dochovaly dva domy z 19. století.
Svůj název má komplex podle zahradníka Viktoriji Ferantovi, který bydlel na pozemku advokáta Franco Mundeho, který zahradu vlastnil v 19. století.